# Act of Rage
Act of Rage (bürgerlich Jacques Journée; geboren am 18. März 1994) ist ein niederländischer Raw Hardstyle-DJ und -Produzent.

## Biografie
Act of Rage hatte sein Debüt im Juli 2014 mit der E.P. Confronting Reality auf Minus Is More. Er spielte bereits Auftritte auf Festivals wie Dominator, Defqon.1 Syndicate Festival, Dreamfields Festival, Airbeat One und Tomorrowland.

## Diskografie
- 2017: Sabotage (Minus is More)
- 2019: Outrageous (Minus is More)